# Eric Adams (politik)
Eric Leroy Adams (* 1. září 1960 New York) je americký politik, penzionovaný policista a spisovatel, od ledna 2022 starosta New Yorku. V minulosti byl 18. starostou čtvrti Brooklyn ve městě New York.
Adams byl více než 20 let policejním důstojníkem u dopravní policie města New York a poté u NYPD (New York City Police Department). Do výslužby odešel v hodnosti kapitána. Poté byl senátorem v Senátu státu New York za 20. okrsek v Brooklynu. V listopadu 2013 byl zvolen starostou Brooklynu jako první Afroameričan. Ve volbách v listopadu 2017 byl v této pozici potvrzen.
Dne 17. listopadu 2020 Adams oznámil svou kandidaturu na starostu města New York. Podle prvních průzkumů rychle získal druhou pozici mezi kandidáty Demokratické strany hned za Andrew Yangem, neúspěšným kandidátem na prezidenta v roce 2020. Dne 6. července 2021 jej nicméně Associated Press prohlásil vítězem mezi demokratickými kandidáty. Následně ve volbách porazil republikánského kandidáta Curtise Sliwu a byl zvolen novým starostou New Yorku.
V září 2024 byl obžalován poté, co měl podle prokuratury přijmout úplatek.